# Zmarli w roku 1945
Lista osób zmarłych w 1945:

## styczeń 1945
- styczeń – Zoltán Zsigmondy, węgierski taternik, doktor[1]
- 3 stycznia – Ferdynand Ossendowski, polski pisarz, dziennikarz, podróżnik, antykomunista, nauczyciel akademicki, działacz polityczny[2]
- 6 stycznia – Władimir Wiernadski, rosyjski, ukraiński i radziecki minerolog i geochemik[3]
- 10 stycznia – Jan Østervold, norweski żeglarz, medalista olimpijski[4]
- 16 stycznia:
  - Zoltán Brüll, węgierski taternik i lekarz[5]
  - Róża Etkin, polska pianistka żydowskiego pochodzenia[6]
- 17 stycznia – Teresio Olivelli, włoski męczennik, błogosławiony katolicki[7]
- 22 stycznia – Else Lasker-Schüler, niemiecka poetka wyznania żydowskiego[8]
- 23 stycznia:
  - Mikołaj Gross, niemiecki działacz związkowy, męczennik, błogosławiony katolicki[9]
  - Helmuth James von Moltke, niemiecki prawnik wojskowy, założyciel organizacji „Krąg z Krzyżowej”[10]
- 25 stycznia – Antoni Świadek, polski duchowny katolicki, męczennik, błogosławiony[11]
- 26 stycznia:
  - Stanisław Klementowski, polski oficer, kawaler Orderu Virtuti Militari (ur. 1894)
  - Leon Supiński, polski prawnik, polityk, minister sprawiedliwości, pierwszy prezes Sądu Najwyższego[12]

## luty 1945
- 2 lutego – Adolf Brand, niemiecki działacz gejowski, dziennikarz i anarchista[13]
- 12 lutego – Dmytro Klaczkiwski (ukr: Дмитро Семенович Клячківський), ukraiński działacz nacjonalistyczny, pułkownik UPA, jeden z inicjatorów i główny kierujący rzezią wołyńską[14]
- 14 lutego:
  - Otakar Štáfl, czeski taternik, malarz i grafik, ilustrator[15]
  - Vlasta Štáflová, czeska taterniczka, publicystka, powieściopisarka[16]
- 15 lutego – Wolf-Dietrich von Xylander, niemiecki generał (ur. 1903)[17]
- 19 lutego – Józef Zapłata, polski zakonnik ze Zgromadzenia Braci Serca Jezusowego, męczennik, błogosławiony katolicki[18]
- 20 lutego – Julia Rodzińska, polska dominikanka, męczennica, błogosławiona katolicka[19]
- 21 lutego – Eric Liddell, lekkoatleta szkocki, dwukrotny medalista olimpijski, później misjonarz w Chinach[20]
- 22 lutego – Richard Henkes, katolicki duchowny, męczennik, błogosławiony Kościoła katolickiego[21]
- 23 lutego – Stefan Wincenty Frelichowski, polski duchowny katolicki, działacz harcerski, męczennik, błogosławiony katolicki[22]
- 24 lutego – Walter Pringle, nowozelandzki rugbysta[23]

## marzec 1945
- 2 marca – Engelmar Unzeitig, niemiecki duchowny katolicki, błogosławiony[24]
- 5 marca – Lazër Shantoja, albański duchowny katolicki, męczennik, błogosławiony[25]
- 11 marca – Walter Hohmann, niemiecki architekt; entuzjasta i pionier astronautyki i rakietnictwa[26]
- 13 marca:
  - Étienne Piquiral, francuski rugbysta, medalista olimpijski[27]
  - Kazimierz Prószyński, polski wynalazca, pionier światowej kinematografii[28]
- 19 marca – Marceli Callo, francuski męczennik, błogosławiony katolicki[29]
- 22 marca – William Peterkin, szkocki rugbysta[30]
- 25 marca:
  - Hilary Januszewski, polski kapucyn, męczennik, błogosławiony katolicki[31]
  - Hans Wolfgang Maier, szwajcarski psychiatra[32]
- 26 marca – Ernst Dubke, niemiecki taternik[33]
- 31 marca:
  - Maria (Skobcowa), rosyjska mniszka, poetka, działaczka społeczna, święta prawosławna[34]
  - Natalia Tułasiewicz, polska polonistka, męczennica, błogosławiona katolicka[35]

## kwiecień 1945
- 1 kwietnia:
  - Maria Gabrielis, franciszkanka misjonarka, męczennica[36]
  - Józef Girotti, włoski dominikanin, męczennik, błogosławiony katolicki[37]
  - Teofil Szańkowski, ziemianin polski, działacz społeczny, hodowca i twórca nowych odmian zbóż, ofiara terroru sowieckiego[38]
- 2 kwietnia – Vilmos Apor, węgierski biskup katolicki, męczennik, błogosławiony[39]
- 9 kwietnia:
  - Wilhelm Canaris, niemiecki admirał, szef Abwehry[40]
  - Hans Oster, niemiecki generał[41]
- 12 kwietnia – Franklin Delano Roosevelt, amerykański polityk, prezydent Stanów Zjednoczonych[42]
- 13 kwietnia:
  - Ernst Cassirer, niemiecki filozof[43]
  - Karol Englisch, polski prawnik, wybitny taternik[44]
  - Rolando Rivi, włoski kleryk, męczennik, błogosławiony katolicki[45]
  - Otto Heyer, niemiecki kapitan górniczy urzędu górniczego w Bonn[46]
- 18 kwietnia – Wilhelm, książę Albanii[47]
- 19 kwietnia – Fabian Waculik, polski franciszkanin, kapelan Polskich Sił Zbrojnych na Zachodzie[48]
- 20 kwietnia:
  - Wacław Sieroszewski, ps. Wacław Sirko, polski pisarz[49]
  - Józefa Bojanowska, polska feministka, działaczka społeczna, założycielka licznych organizacji kobiecych[50]
- 22 kwietnia:
  - Käthe Kollwitz, niemiecka rzeźbiarka, malarka[51]
  - Bolesław Fichna, polski działacz polityczny i adwokat[52]
- 25 kwietnia – Jan Smoła, polski polityk, poseł na Sejm RP[53]
- 28 kwietnia – Benito Mussolini, włoski polityk, premier Włoch, dyktator[54]
- 29 kwietnia – Sonia Horn, polska harcerka, działaczka polskiego podziemia[55]
- 30 kwietnia:
  - Ewa Braun, kochanka, a następnie żona Adolfa Hitlera[56]
  - Adolf Hitler, przywódca nazistowskiej III Rzeszy[57]

## maj 1945
- 1 maja – Joseph Goebbels, minister propagandy III Rzeszy[58]
- ok. 2 maja – Martin Bormann, niemiecki generał[59]
- 5 maja – Tytus Czyżewski, polski malarz, poeta, krytyk sztuki, jeden z teoretyków formizmu[60]
- 6 maja – Horst Viedt, niemiecki antynazista, oficer Wehrmachtu i Armii Czerwonej[61]
- 23 maja – Heinrich Himmler, jeden z głównych przywódców Niemiec hitlerowskich[62]
- 29 maja – Henryk Bednarski, polski taternik, ratownik TOPR, narciarz i instruktor narciarski[63]

## czerwiec 1945
- 16 czerwca – Amélie Rives Troubetzkoy, amerykańska prozaiczka, poetka i dramatopisarka[64]
- 19 czerwca:
  - Seweryn Czetwertyński, polski ziemianin, polityk, wicemarszałek Sejmu[65]
  - Stefan Mazurkiewicz, polski matematyk, przedstawiciel warszawskiej szkoły matematycznej[66]
- 23 czerwca – Maria Raffaella Cimatti, włoska zakonnica, błogosławiona katolicka[67]
- 26 czerwca – Theodor Krummacher, ewangelicki proboszcz i teolog niemieckiego pochodzenia[68]

## lipiec 1945
- ok. 7 lipca – Piotr To Rot, katechista z Nowej Gwinei, męczennik, błogosławiony katolicki[69]
- 9 lipca – Maria Pawlikowska-Jasnorzewska, polska poetka, dramatopisarka[70]
- 10 lipca – Karsten Konow, norweski żeglarz, medalista olimpijski[71]
- 20 lipca – Paul Valéry, francuski poeta, eseista[72]
- 21 lipca – Stefan Ehrenkreutz, profesor i ostatni rektor Uniwersytetu Stefana Batorego w Wilnie[73]
- 26 lipca – Maria Pierina de Micheli, włoska zakonnica, mistyczka, błogosławiona katolicka[74]

## sierpień 1945
- 2 sierpnia – Pietro Mascagni, włoski kompozytor[75]
- 8 sierpnia – Henry Stevenson, szkocki sportowiec[76]
- 11 sierpnia – Stefan Jaracz, polski aktor[77]
- 12 sierpnia – Karol Leisner, niemiecki duchowny katolicki, męczennik, błogosławiony[78]
- 21 sierpnia – Irena Kosmowska, polska działaczka niepodległościowa, ludowa i oświatowa, posłanka na Sejm Ustawodawczy[79]
- 26 sierpnia – Franz Werfel, austriacki pisarz[80]
- 27 sierpnia – Maria Pilar Izquierdo Albero, hiszpańska zakonnica, błogosławiona katolicka[81]
- 31 sierpnia – Stefan Banach, polski matematyk, jeden z przedstawicieli lwowskiej szkoły matematycznej[82]

## wrzesień 1945
- 2 września – Sydney Middleton, australijski rugbysta i wioślarz, medalista olimpijski[83]
- 5 września – Jules De Bruycker, belgijski grafik, rysownik i malarz[84]
- 15 września:
  - André Tardieu, francuski polityk, premier Francji[85]
  - Anton Webern, austriacki kompozytor współczesny, współtwórca serializmu i prekursor punktualizmu[86]
- 24 września – Hans Geiger, niemiecki fizyk, znany z opracowania licznika promieniowania, zwanego licznikiem Geigera[87]
- 26 września – Béla Bartók, kompozytor i pianista węgierski[88]
- 27 września – Władysław Byrka, polski prawnik, ekonomista, polityk, wicemarszałek Sejmu[89]

## październik 1945
- 15 października – Pierre Laval, francuski polityk[90]
- 24 października – Vidkun Quisling, norweski polityk[91]
- 31 października – Wincenty Witos, polski polityk, przywódca chłopski[92]

## listopad 1945
- 1 listopada – Rupert Mayer, niemiecki jezuita, działacz antyhitlerowski, błogosławiony katolicki[93]
- 8 listopada – Alexandre Cingria, szwajcarski artysta plastyk i publicysta[94]
- 23 listopada – Jan Raszka – polski rzeźbiarz ze Śląska Cieszyńskiego[95]

## grudzień 1945
- 5 grudnia – Albert Weil, francuski żeglarz, medalista olimpijski[96]
- 16 grudnia – Henry Wilson, nowozelandzki rugbysta[97]
- 21 grudnia – George Patton, amerykański generał[98]
- 25 grudnia – Marceli Godlewski, polski ksiądz katolicki, działacz społeczny[99]
- 27 grudnia – Émile Cornellie, belgijski żeglarz, medalista olimpijski[100]
- 28 grudnia:
  - Grzegorz Chomyszyn, greckokatolicki biskup stanisławowski, męczennik, błogosławiony[101]
  - Theodore Dreiser, amerykański powieściopisarz i dziennikarz[102]
- 29 grudnia – Franciszek Sakowski, kapitan piechoty Wojska Polskiego, kawaler Orderu Virtuti Militari (ur. 1898)

data dzienna nieznana: 
- Lajos Károly Horn, węgierski taternik, inżynier, autor licznych publikacji taternickich[103]
- Mieczysław Lerski, polski taternik, narciarz, inżynier[104]